# Orxeta
Orxeta község Spanyolországban, Alicante tartományban. Lakosainak száma 879 fő (2024). Orxeta Aigües, El Campello, Finestrat, Relleu, Sella és Villajoyosa községekkel határos.

## Népesség
A település lakosságának változását az alábbi diagram mutatja:
| Lakosok száma | 422  | 675  | 719  | 870  | 898  | 875  | 778  | 736  | 787  | 879  |
|               | 2001 | 2004 | 2006 | 2009 | 2011 | 2014 | 2016 | 2019 | 2021 | 2024 |